# Пирейский лев
Пирейский лев (ит. Leone del Pireo) — скульптура, стоявшая до 1687 года на входе в гавань города Пирей. В настоящее время находится в венецианском Арсенале.

## История

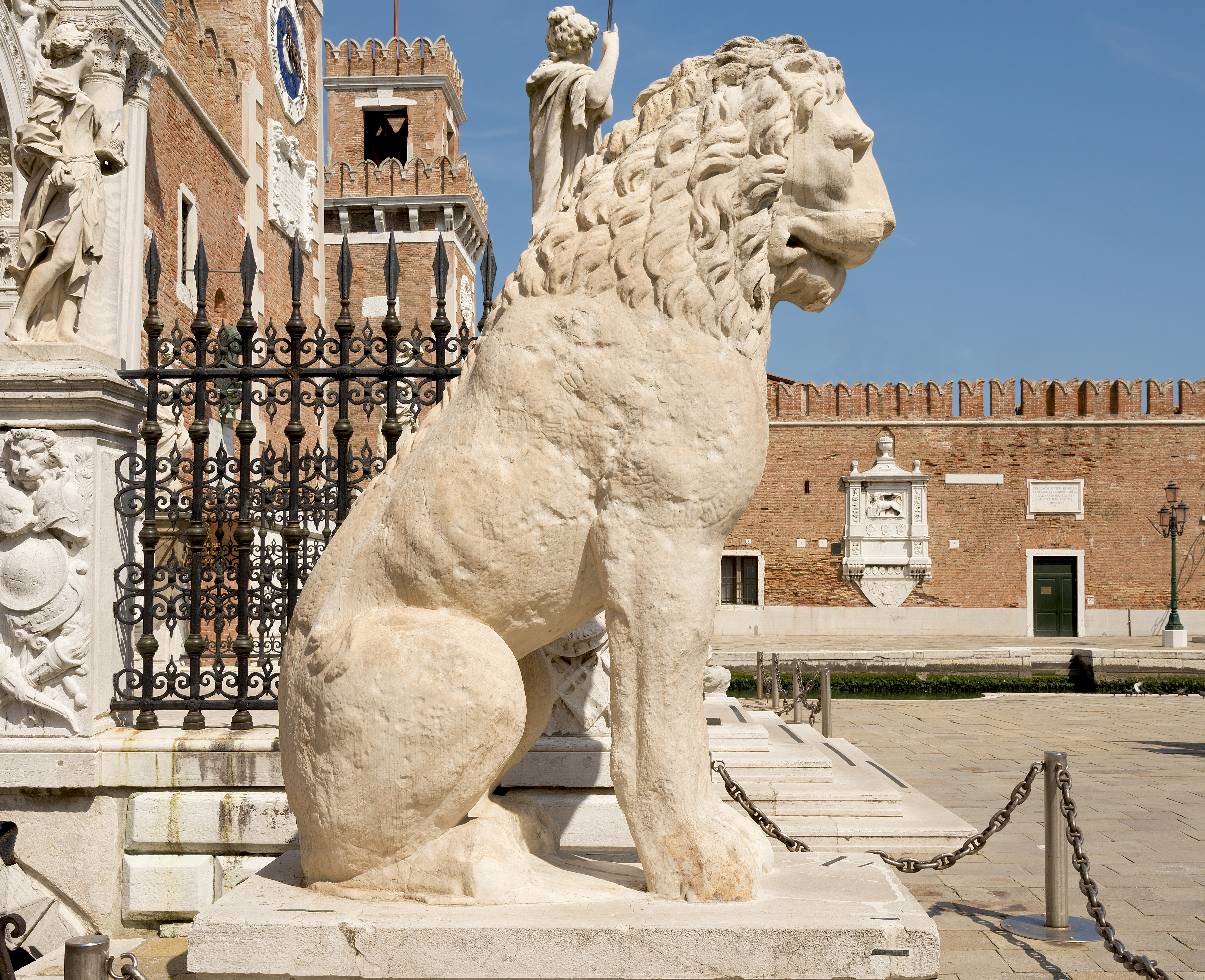
Пирейский лев, Арсенал в Венеции

Квадрига святого Марка — не единственное произведение греческого искусства, оказавшееся в Венеции в результате грабежа Византии после Четвёртого крестового похода и последующих последних веков Византии и поствизантийского периода. Менее известный, нежели Квадрига, Пирейский Лев тем не менее имеет особое значение для жителей этого портового города.
Сегодня мы не располагаем достоверной информацией, когда и по какому случаю скульптура была изготовлена, когда и по какой причине была установлена в Пирее. Всё, что мы знаем, лежит в сфере легенд, а исследования основываются на свидетельствах людей, лично видевших «Льва», стоявшего в Пирее.
У древних авторов мы не находим ни единого отрывка или упоминания о Пирейском Льве.
Павсаний и Страбон, посетившие Пирей в период его заката, описали множество памятников, но нигде не упоминают «Льва». Основываясь на этом факте, шведский дипломат Юхан Давид Окерблад пришёл к заключению, что «Лев» являлся произведением II века н. э. Равн, Watbled, Схинас, Арванитопулос и скульптор Канновас, которые осмотрели «Льва» в Венеции, утверждали, что это произведение классического периода. Несмотря на это, по сегодняшний день не существует общепринятой оценки о возрасте «Льва».
Сам Пирей впервые упоминается как Porto Leone, то есть Порт Льва, на морской карте генуэзца Петро Висконти в 1318 году.
Это, естественно, не означает, что «Лев» не находился здесь и до того. Amaud Fr, Guilletiere J-P Babin, Spon, Wheler, Gourmenin, Robert de Dreux, Coronelli de Combew, Comelio Magni, Anne d’ Akerjhelm писали, что видели «Льва», стоящего в глубине гавани, что соответствует сегодня позиции между зданием Национального банка и сада Тинана. Spon и Wheler в 1675 году подтверждают эти описания, добавляя, что «Лев» в 3 раза превышал естественные размеры. Они же, описывая трубу, выходящую из пасти, пришли к выводу, что «Лев» служил фонтаном.
Пирейский Лев и три льва меньшего размера были вывезены в Венецию, вместе с другими награбленными древностями города в 1687 году, в ходе венециано-османской войны (Великая Турецкая война) венецианским адмиралом Франческо Морозини, печально известным разрушением Парфенона. Все эти скульптуры находятся по сегодняшний день в арсенале Венеции. Интерес венецианцев к львам в некоторой мере объясняется тем, что государственным символом Венецианской республики был лев Святого Марка.

## Надписи
Надписи, высеченные на боку фигуры Льва, вызывают множество споров. Впервые руны на Пирейском льве увидел Юхан Окерблад в 1798—1799 годах, а в 1800 году отправил о них небольшую заметку сначала в копенгагенский журнал «Skandinavisk museum»/«Скандинавский музей», а несколькими годами позднее — во французский журнал «Magasin encyclopédique», которые в дальнейшем были использованы и другими исследователями. Из греческих историков первым занялся переводом надписей А. Мустоксидис. Когда были высечены надписи — это вопрос, который занимает исследователей по сегодняшний день. Л. Делаборд утверждал, что надписи были высечены при перевозке «Льва» из Марафона в Афины, то есть утверждал, что скульптура «Льва» — это памятник, созданный афинянами в память о греческой победе в Марафонском сражении. С. Бугге, напротив, полагал, что надписи были высечены в середине XI века н. э. С этим мнением соглашался и Ф. Грегоровиус, который добавлял, что надписи были высечены свитой византийского императора Василия Болгаробойцы во время его посещения Афин в 1018 году.

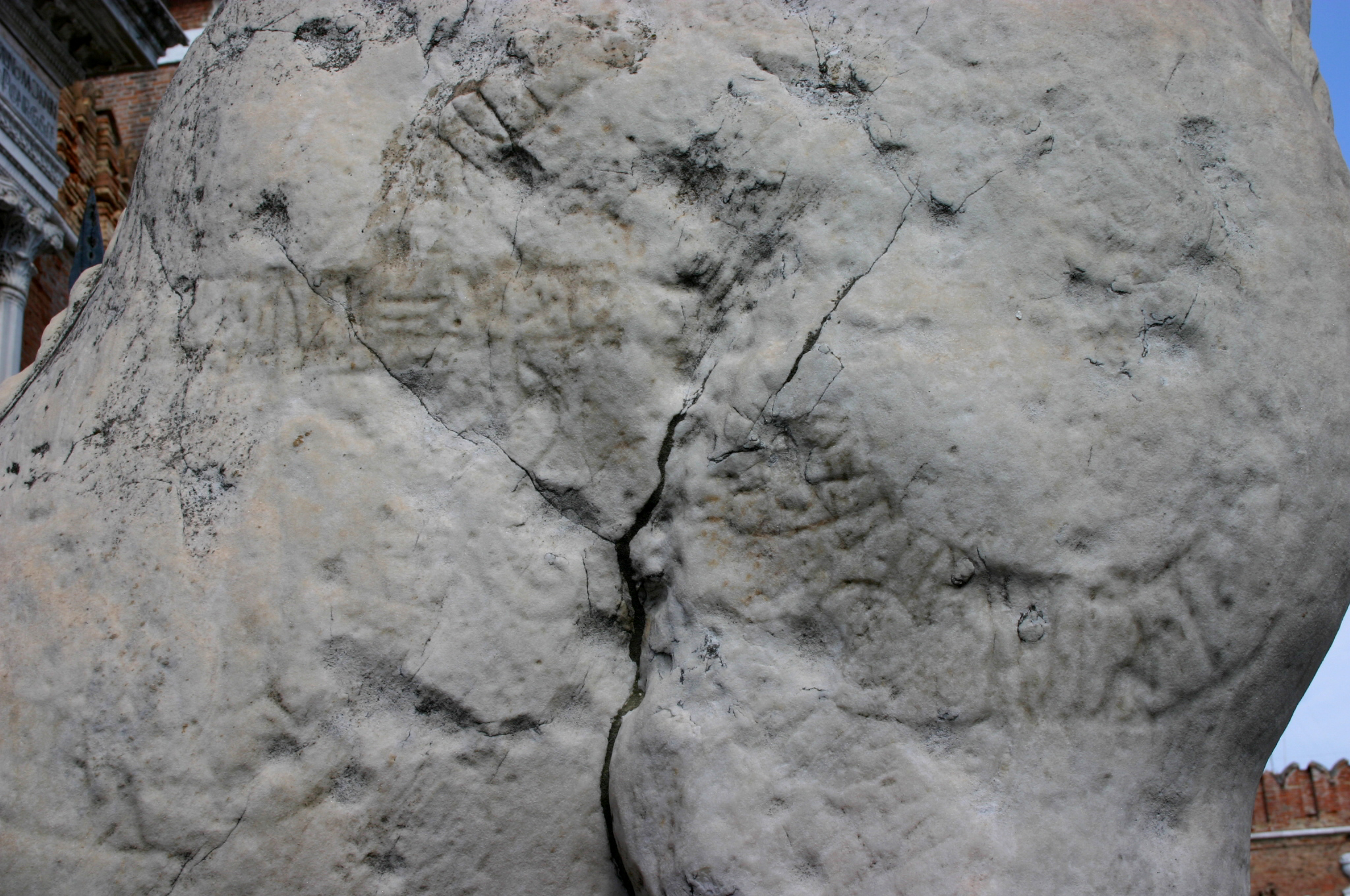
Рунические надписи на Льве

Grimm относил эти надписи к XII—XIII векам. Историки Скандинавии поддерживают мнение Грегоровиуса.
Окерблад, Kopish, Grimm, Бугге, Грегоровиус, Арванитопулос, Хиотелис утверждали, что надписи были высечены варяжским наёмником, бывшим на службе у Византийской империи в XI веке. Делаборд, напротив, оспаривал это предположение, утверждая, что у варягов не было ни знаний, ни привычки делать подобные надписи.
Язык надписей стал полем противостояний и разногласий. Bossi и археолог д’Анкарвилль видели в надписях письмо пеласгов. Делаборд утверждал, что они похожи на греческие, финикийские, синаитские буквы в своей первозданной форме. Многие исследователи во главе с Окербладом считали, что это руны.
Первым из сторонников рунической версии представил перевод в 1856 году швед Карл Христиан Равн (Carl Christian Rafn), секретарь Королевского общества нордических древностей.

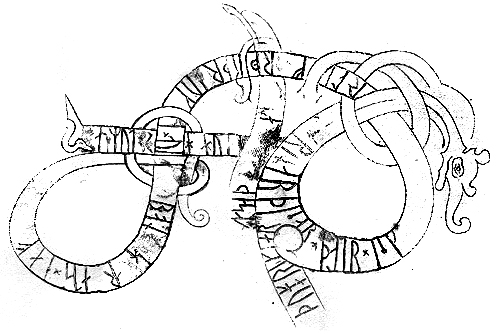

Перевод представлен также в «Истории Греческой нации» Константина Папаригопулоса:
- Слева: «Хакон с Ульфом, Асмундом и Оэрном завоевали этот порт. Они вместе с Харальдом Длинным наложили тяжёлые поборы по причине бунта греческого народа. Далк был пленён в далёких землях, Эгиль вместе с Рагнаром отправился в поход в Византию и Армению».
- Справа: «Асмунд вырезал эти руны вместе с Асгейром, Торлейфом, Тородом и Иваром по указанию Харальда Длинного, несмотря на гнев греков и попытки помешать этому»[6][7].

Эти переводы сначала были приняты многими исследователями, но в то же время многие исследователи отвергли их. Реальным историческим лицом был только Харальд Длинный, но попытки некоторых исследователей связать его имя с надписями не укладываются со временем его службы у императора Византии. К тому же нет достоверных исторических данных о его пребывании в Пирее. В шведской рунологии уже полвека считается, что сфальсифицированная «дешифровка» рун на скульптуре льва была сделана шведом Э. Брате в 1913—1914 годах. Фантастические поэтические толкования Брате отвергнуты скандинавской наукой — этот вывод стал общепринятым после статьи Свена Б. Ф. Янссона, опубликованной в 1984 году «Руны пирейского льва».

### Современное исследование надписей
В период между 2009 и 2013 годами было предпринято исследование надписей, приуроченное к реставрации скульптуры в 2007—2008 годах. На памятнике были обнаружены три не связанные надписи, нанесенные в разное время: на левой стороне льва надпись первой половины XI века, сделанная не ранее 1020х-1030х годов; короткая надпись на левом бедре XI века, хотя такую надпись могли бы сделать и в начале века XII; надпись на правой стороне уверенно датируется последней четвертью XI века. Авторство последней принадлежит Асмунду, и она стилистически очень близка руническим надписям в Уппланде, вроде U 116, среди которых есть и U 112, упоминающая Рагнвальда, вождя военной дружины, который был в Греции. Другой похожей по стилю и упоминающей Грецию является надпись U 209.
Надпись на левом бедре: … hiaggu(?) þæir helfnings/helmings mænn…en ī hafn þessi þæir mænn hiaggu(?) rūnar at Hau[r]sa bōnda… -hvatan(?) [Rē]ðu(?) Svīar þetta ā leiun / lei(o)nu (alt: rēðu Svīar þetta leionu). F[iall] / f[urs](?) āðr giald vann gærva. — «вырубили (руны) члены дружины … в этом порту вырубили руны по Хорсе бонду… шведы (сделали это) на этом льве. (Он, Хорсе) пал (или умер) не успев получить гельд». Гельд (ср. данагельд) — выкуп викингам, деньги, долг. Слово Svīar уникально, но в рунических надписях известно слово Svīþjōð (Свитйорд, «страна шведов»). Имя или прозвище Hau[r]sa (буквально — «козел») довольно распространено на рунических камнях.
Надпись на левом бедре: drængiar/drængir rist(u) rūnir/rūnir — «молодые войны (или юноши) вырезали руны». Слово dræng могло обозначать как имя, так и прозвище и воинский титул. Определить диалект по такой короткой надписи невозможно, но форма rūnir в сочетании с довольно поздним по времени употреблением титула может указывать на исландское (или норвежское) происхождение писавшего.
Надпись на правой стороне: Āsmundr risti… (rūn)ar þessar þair Æskæll/Āskæll)?)… … Þōrlæifr(?) ok … — «Асмунд вырезал руны эти для Эскиля (или Аскеля) … Торлев и …» Отмечается редкость имени Торлев в шведском руническом материале. Окончание -læifr довольно обычно и обозначает «наследник».

## Попытки возвращения «Льва»

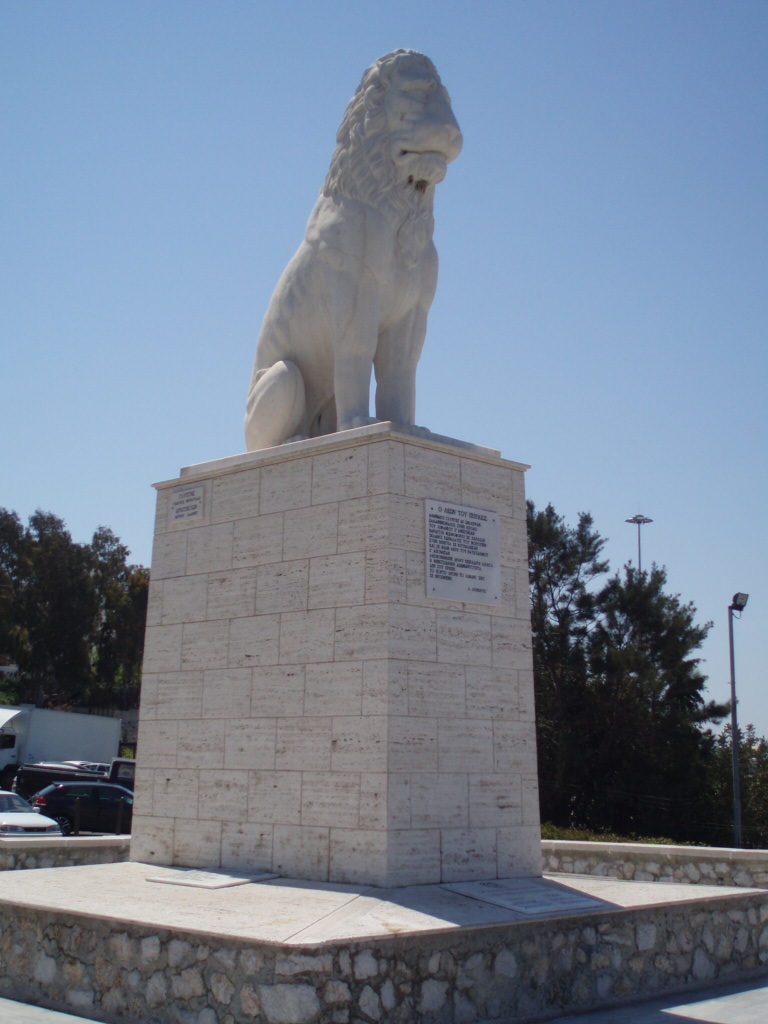
Копия Пирейского Льва, установленная при входе в Центральную гавань

Попытки возвращения «Льва» предпринимались с середины XX века. В послевоенном издании газеты «Голос Пирея» (1945) указывалось, что вопрос о возвращении «Льва» был поставлен ещё до войны правительством генерала Метаксаса. В связи с этой публикацией и в ходе последующих прений в парламенте, Археологическая служба подтвердила свой запрос о возвращении Льва.
Сегодня это движение возглавил пирейский морской инженер Апостолос Домврос, организовавший «Комитет за возвращение Льва». Одновременно с предпринятыми шагами по возвращению «Льва», комитет поручил скульптору Георгиосу Менгулосу изготовление копии скульптуры, с целью подарить её венецианцам, когда оригинал будет возвращён в Пирей. Копия «Льва» временно установлена на входе в гавань Пирея.
Ещё одной копией Пирейского Льва располагает Шведский музей национальных древностей в Стокгольме.